# Plympton-Wyoming
Plympton-Wyoming är en kommun (town) i Kanada.   Den ligger i provinsen Ontario, i den sydöstra delen av landet, 600 km sydväst om huvudstaden Ottawa. Plympton-Wyoming ligger 205 meter över havet och antalet invånare är 7 576.